# Verín
Verín là một đô thị trong tỉnh Ourense, thuộc vùng Galicia ở tây bắc Tây Ban Nha. Dân số 14.433. Cách 70 km từ Ourense và 15 km từ thành phố Chaves của Bồ Đào Nha.